# Tecámac
Tecámac, oficialmente Tecámac de Felipe Villanueva, es una localidad mexicana situada en el Estado de México, cabecera del municipio homónimo. Forma parte de la zona metropolitana del Valle de México.

## Toponimia
El origen del topónimo Tecámac proviene del (del náhuatl:  tetl piedra, camatl boca) que significa "en la boca de piedra".
En la época prehispánica esta población se fundó con el nombre náhuatl de Tecámac. Después de la conquista, en el periodo colonial, la orden religiosa de los franciscanos ladenominó Tecámac de la Santa Cruz, nombre que mantuvo por mucho tiempo. Luego de Las leyes de Reforma aplicadas por Benito Juárez, se llamó Tecámac de Reforma. Durante el gobierno de Isidro Fabela, se decretó el 8 de septiembre de 1944, que el municipio llevara el nombre de Tecámac de Felipe Villanueva, en honor al distinguido músico y escritor del vals amor, originario de esta ciudad. Posteriormente el 25 de abril de 1957, conforme a la Ley orgánica municipal, el municipio se denomina solamente "Tecámac", y la cabecera se sigue denominando como Tecámac de Felipe Villanueva.
El jeroglifico está representado por una boca abierta con dientes en la parte superior y encima una mano extendida.

## Historia
Tecámac tiene orígenes prehispánicos, fue fundado en el año 1202 por los mexicas, hecho que se evidencia con la localización de vestigios arqueológicos en la zona. Asimismo, antes de 1555 contaba con una población indígena importante que tenía su forma de gobierno propio, tal y como se desprende de documentos resguardados en el Archivo General de la Nación.[cita requerida]
En la época prehispánica la población recibió el nombre de Tecámac, en el periodo colonial la orden religiosa de los agustinos la denominó Tecámac de la Santa Cruz, este nombre lo mantuvo por mucho tiempo. Luego de las leyes de Reforma aplicadas por Benito Juárez se llamó Tecámac de Reforma.
El Municipio de Tecámac surge con las primeras apariciones de las aldeas olmecas provenientes del sur y nahuas del occidente.
Alrededor del año 1202 el pueblo de Tecámac es fundado por los mexicas. Y para el año 1935 aparece registrado en el códice Chimalpopoca el nombre de Tecámac, esto al parecer fue porque los otomíes de Xaltocan huían a Tecámac de los chichimecas de Cuautitlán.
Al llegar los españoles a México, el pueblo de Tecámac participa en la defensa de México- Tenochtitlan. En el siglo XVI Tecámac es conquistado por españoles y administrada por Santo Tomás Chiconautla.
El 5 de febrero de 1862 nace en la cabecera municipal de Tecámac el músico Felipe Villanueva, quien dio a conocer la música mexicana en el extranjero, y fallece el 28 de mayo de 1893 a la edad de 31 años en la Ciudad de México.
La Parroquia de Tecámac fue declarada monumento histórico en el año de 1933 por el gobierno.
El Palacio Municipal fue fundado alrededor de 1962 por los vecinos de la localidad, construido en cantera rosa, y fue inaugurado por el presidente Adolfo López Mateos. La modernización llega a Tecámac a partir de los años setenta cuando comienza la pavimentación y construcción de banquetas, se remodela el tramo de la carretera federal México-Pachuca y se crea el boulevard Tecámac, surge el parque Ecológico Sierra Hermosa.
Durante el año 2007 dentro del proyecto “Ciudades Bicentenario”, impulsado por el entonces gobernador Enrique Peña Nieto, se le da dicho título al municipio, con el fin de impulsar la construcción de vivienda y centros comerciales y de esparcimiento, detonando con ello su desarrollo urbano.
Tecámac en los años veinte
En estos años se inicia el reparto agrario en Tecámac, el cual afecta a las Haciendas de Ojo de Agua, La Redonda, Santa Lucía y San Martín; se eleva el indicie educativo, capacitando a los docentes y construyendo escuelas, se pavimenta la carretera México – Pachuca, se inician las gestiones para que adquieran la categoría de pueblos los barrios de San Pedro Pozohuacan y San Juan Pueblo Nuevo.
Los presupuestos municipales alcanzan en el periodo de entre 2 y hasta 7 mil pesos anuales; la población asciende aproximadamente de 3 a 5 mil habitantes; se construyen los caminos de tercer orden que comunican a los pueblos de San Jerónimo y San Pablo con la carretera México-Pachuca; Aurelio Villanueva realiza gestiones para la exhumación de los restos de su tío el ilustre músico de Tecámac Don Felipe Villanueva, para ser conducido a la rotonda de los Hombres Ilustres de la Ciudad de México; se suprime la estación ferrocarrilera de Santa Ana; se consigna la existencia del manantial de Ojo de Agua, que irriga amplias áreas de sembradíos; se prohíbe la caza del pato utilizando el sistema de “armadas”; en los charcos existentes en la jurisdicción municipal; se establece en Xolox la importante fábrica de sombreros “El fuerte del Palmar”, que forma una dinastía en la producción de sombreros en dicho pueblo; se inicia el desarrollo de uso de camiones y automóviles, como medio de transportación; se amplían varias calles y callejones de distintos pueblos para tener una mejor vialidad; son segregadas de la parroquia de Tizayuca, las iglesias de Reyes Acozac y San Lucas Xolox; se construye el puente en “la barranca del muerto” en San Jerónimo; no existen médicos en la jurisdicción; se dan frecuentes casos de abigeato en la región; se arreglan y amplían los jagüeyes o aljibes para conservar el agua que utilizan los habitantes de los diferentes pueblos del municipio; en los años 28-29 se instaura el primer periodo bianual de la administración municipal, siendo Presidente el C. Vicente Cruz; se mejora el camino de terracería Reyes Acozac – Zumpango.
Bibliografía; Años 20’s / 50’s Municipio de Tecámac, autor Profresor José Ovando Ramírez

## Personas destacadas
- Felipe Villanueva (1862-1893), violinista, pianista y compositor.